# Спеціалізована школа І-ІІІ ступенів № 250 з поглибленим вивченням математики
Школа № 250 з поглибленим вивченням математики — середня загальноосвітня школа I—III ступенів, що знаходиться у Деснянському районі міста Києва.

## Історія
Школа була заснована у 1985 році.

## Додаткова інформація
- 1987 рік — перший випуск,

- 2001 рік — відкрито 1 клас за експериментальною комплексною програмою розвитку дітей «Росток»,

- 2004 рік — відкриття шкільного музею «Історії освіти міста Києва» на честь 20ти-річчя заснування закладу освіти,

- 2006 рік — Головним управлінням освіти і науки м. Києва визнана атестованою з відзнакою,

- 2008 рік — музею «Історії освіти в місті Києві» присвоєно звання «Зразковий музей»,

- 2009 рік — надано статус експериментального навчального закладу регіонального рівня,

- 2010 рік — реорганізована у спеціалізовану школу І-ІІІ ступенів з поглибленим вивченням математики,

- 2011 рік — розробка стратегічного плану розвитку спеціалізованої школи № 250 на 2011—2015 рік,

- 2012 рік — учасник програми благодійного фонду LEGO «Сприяння освіті»,

- 2014 рік — закінчився експериментальний етап «Росток», школа продовжила працювати за цією педагогічною технологією,

- 2015 рік — закладу надано статус експериментального за темою «Модель методичного Центру відкритої освіти з програмування та вебдизайну в середній школі»,

- 2015 рік — участь у проекті «Класна школа», яка реалізується польською неурядовою організацією «Центр Громадянської Освіти»,

- 2016 рік — закладу надано статус експериментального за темою «Упровадження мультипрофільного навчання в старших класах загальноосвітніх навчальних закладів м. Києва»,

- 2017 рік — закладу надано статус експериментального за темою "Змістовно-методичне забезпечення цілісно орієнтованого навчання за програмою «Початкова школа: освіта для життя».

## Відомі викладачі
- Ситник Елла Василівна (1963) — українська педагогиня, вчитель-методист з історії та правознавства, спеціаліст вищої категорії. Відмінник освіти України, нагороджена нагрудним знаком «Василь Сухомлинський».